# Tiodans
"Ballroom" omdirigerar hit. Ej att förväxla med Ballroomkultur.

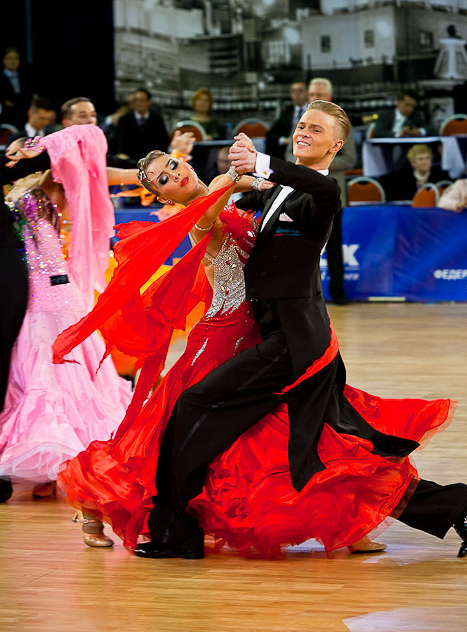
Tiodans.

Tiodans, ibland kallat tävlingsdans, är den vanligaste svenska benämningen på den danstradition som ibland i den engelskspråkiga världen kallas för ballroom dancing. Ballroom dancing på engelska har dock en vidare betydelse än bara tiodans. Ballroom dancing kan närmast översättas med pardans. Exempelvis one-step beskrivs i engelsk text som en dans som ingår i begreppet ballroom dancing.
Tiodansen delas in i standarddans (modern vals, wienervals, quickstep, tango och slowfox) och latinamerikansk dans (cha-cha-cha, rumba, samba, jive och pasodoble).
Tävlingsdans är en vilseledande term då danserna även utförs som ren sällskapsdans; dessutom finns det organiserade tävlingar även i andra dansformer i Sverige: bland annat de så kallade BRR-danserna (bugg och rock'n'roll).

## Svenska mästare tiodans
Svenska mästare sedan 1980.
- 1980 - Jan Gustafson och Marianne Zachrisson - Q & Q
- 1981 - Thomas Madsen och Lena Boman - BDK
- 1982 - Jan Carlsson och Cathrine Andersson - DKB
- 1983 - Tomas Persson och Marie Christensson - MSDK
- 1984 - Göran Nordin och Cathrine Andersson - Q & Q
- 1985 - Göran Nordin och Cathrine Andersson - Q & Q
- 1986 - Göran Nordin och Cathrine Andersson - Q & Q
- 1987 - Hans-Erik Nygren och Marie Lindersson - Q & Q
- 1988 - Göran Nordin och Ann Jönsson - BDK
- 1989 - Hans-Erik Nygren och Marie Lindersson - Q & Q
- 1990 - Anders Skeini och Marianne Jacobi - BDK
- 1991 - Thomas Persson och Samantha Harris - DSW
- 1992 - Per Palmgren och Malin Karlsson - Q & Q
- 1993 - Stefan Assow och Frida Bergström - Q & Q
- 1994 - Peter Broström och Maria Karlsson - Birka
- 1995 - Björn Törnblom och Katarina Törnblom - SSDK
- 1996 - Björn Törnblom och Katarina Törnblom - SSDK
- 1997 - Björn Törnblom och Katarina Törnblom - SSDK
- 1998 - Christian Smith och Katja Lindholm - Q & Q
- 1999 - Christian Smith och Katja Lindholm - Q & Q
- 2000 - Tobias Wallin och Maria Nyqvist - Q & Q
- 2001 - Tobias Wallin och Maria Nyqvist - Q & Q
- 2002 - Gustaf Lundin och Agnes Kazmierczak - GED
- 2003 - Larsa Sinclair och Rebecca Engman - GDSK
- 2004 - Larsa Sinclair och Rebecca Engman - GDSK
- 2005 - Jonathan Näslund och Henriette Andrésen - DKE/GED
- 2006 - Yvo Eussen och Elisabeth Novotny - Q & Q
- 2007 - Yvo Eussen och Elisabeth Novotny - Q & Q
- 2008 - Yvo Eussen och Elisabeth Novotny - Q & Q
- 2009 - Yvo Eussen och Elisabeth Novotny - Q & Q
- 2010 - Yvo Eussen och Elisabeth Novotny - Q & Q
- 2011 - Yvo Eussen och Elisabeth Novotny - Q & Q
- 2012 - Yvo Eussen och Elisabeth Novotny - Q & Q
- 2013 - Yvo Eussen och Elisabeth Novotny - Q & Q
- 2014 - Dawid Kaleta och Frida Steffensen - GED
- 2015 - Dawid Kaleta och Frida Steffensen - GED
- 2016 - Dawid Kaleta och Frida Steffensen - GED
- 2017 - Dawid Kaleta och Frida Steffensen - GED

## Böcker om tiodans/ballroom dancing
- Juliet E. McMains. (2006).  Glamour Addiction: Inside the American Ballroom Dance Industry ISBN 0819567744[3][4]
- Jeffrey Allen. (2006, 2nd ed.). The Complete Idiot's Guide to Ballroom Dancing. ISBN 1592575773
- Craig Revel Horwood. (2005). Teach Yourself Ballroom Dancing.
- Paul Bottomer. (2003). Ballroom Dancing.
- Richard M. Stephenson, Joseph Iaccarino. (1992). Complete Book of Ballroom Dancing. ISBN 0385424167
- Guy Howard. (1981). Technique of Ballroom Dancing.
- Mayphine Van Zant. (1979). Teach Yourself Ballroom Dancing.
- Imperial Society of Teachers of Dancing. (1976). Ballroom Dancing (Teach Yourself).[5]
- Maurice Jay. (1975). Ballroom Dancing.
- Stetson, Bernard, and Levey. (1968). Teach Yourself Modern (Ballroom) Dancing.
- Alex Moore.
  - The Ballroom Technique
  - Ballroom Dancing. (1986, 9th ed.). an elaboration on the above book. ISBN 0-7136-2794-8
  - Popular Variations (1954, with numerous reprints and editions since).[6]
- Victor Silvester. (1928, current ed. 2005). Modern Ballroom Dancing. Stanley Paul, London. ISBN 0-09-178193-0[7]